# Чочинг

Чочинг или щощинг (тайск. ฉอ ฉิ่ง, «чинг») — чо (що), девятая буква тайского алфавита, в сингальском пали соответствует букве махапрана чаянна, в бирманском пали соответствует букве схалейн, по траянгу относится к аксонсунг (верхний класс) и может быть только второго, третьего, четвёртого и пятого тона. Без ваннаюка (знака тональности) произносится пятым тоном. По частотности относится к редким буквам. Как финаль относится к матре мекот. В лаосском алфавите чочинг проецируется на букву сосыа (тигр). На клавиатуре проецируется на клавишу рус.«С».
Тонирование чочинг:
| Сиенг саман | Сиенг эк | Сиенг тхо | Сиенг три | Сиенг тьаттава |
|             | ฉ่        | ฉ้         | ฉ๊         | ฉ              |